# Pierre Saint-Amant
Pour les articles homonymes, voir Saint-Amant.
Pierre Charles Fournier de Saint-Amant, né le 12 septembre 1800 à Monflanquin (Lot-et-Garonne), en France et mort le 28 octobre 1872 à Hydra, en Algérie, était un joueur d'échecs français. 

## Biographie
Pierre Charles Fournier de Saint-Amant (12 septembre 1800 – 28 octobre 1872) était un grand joueur d'échecs français et le rédacteur du journal d'échecs Le Palamède. Après la mort de Louis de La Bourdonnais en 1840, Saint-Amant a la réputation d'être un des meilleurs joueurs d'échecs de France. 
En 1843, l'Anglais Howard Staunton le surpasse. Saint-Amant gagne le premier match à Londres : 3,5-2,5, mais lors du match revanche à Paris, il perd sur le score de 13-8. Ce second match est parfois considéré comme un championnat du monde d'échecs non officiel.
Saint-Amant est à Paris en 1858 lorsque Paul Morphy lui rend visite. Le Français admet ouvertement qu'il n'est pas de la classe de Morphy, et a participé à un banquet en l'honneur du jeune Américain, joueur prodige de son temps. Ils ont joué quelques parties en privé, dont on sait seulement que l'une au moins fut gagnée par Morphy.

## Au-delà des échecs
Saint-Amant fut d'abord commis de gouvernement à Paris. Il devient par la suite Secrétaire du gouverneur de Guyane de 1819 à 1821,. Il est remercié de ses services lorsqu'il proteste contre le commerce d'esclaves qui sévissait toujours dans la colonie,,. Après cela, il tenta sa chance comme journaliste et acteur, et trouve le succès comme marchand de vin,,. Il devient capitaine 
dans la Garde nationale française durant la Révolution de 1848. Pour son rôle lors de la défense du palais des Tuileries contre la foule, il devient gouverneur pour quelques mois,,. En 1851–52, il est le consul de la France en Californie,. Il a visité durant cette période le Territoire de l'Oregon, devient un témoin d'une période de grande transition des premiers établissements et a rédigé un des rares récits disponibles sur cette période. À son retour en France, il passe plusieurs années à écrire des travaux estimés sur les colonies françaises ainsi qu'un traité sur les vins de Bordeaux. En 1861, Saint-Amant se retire en Algérie,,. Il y meurt en 1872 après être tombé de sa voiture,.